# Petit bleu de gascogne
Petit bleu de gascogne är en hundras från Gascogne i sydvästra Frankrike. Den är en drivande hund. Som namnet antyder är den en mindre variant av grand bleu de gascogne. Den avlades fram från början av 1900-talet genom urval av mindre individer. Den lilla blå används till drevjakt på hare och kanin.